# Michael Wittmann (Zeichner)
Michael Wittmann (* 1959 in Wien) ist Zeichner von Comics und Fantasy- und Science-Fiction-Serien. Seine Karriere begann in den 1970er-Jahren als Science-Fiction-Fanzine-Zeichner. 1980 sprach ihn Ernst Vlcek auf die Serie Mythor an, für die er bis zur Einstellung der Serie Illustrationen in mehreren Heften zeichnete. In den 1990er-Jahren zeichnete Wittmann hauptsächlich Comics und Cartoons für Kunden-, Branchen- und Mitarbeitermagazine. Von 2001 bis 2013 zeichnete Michael Wittmann regelmäßig Illustrationen für die Perry-Rhodan-Romanserie. Seit 2016 arbeitet er an der Comicserie ASH - Austrian Superheroes mit.
In seiner „bürgerlichen Laufbahn“ studierte Michael Wittmann Rechtswissenschaften. Er arbeitet als Jurist im österreichischen Umweltministerium und ist dort für Chemiepolitik zuständig. 2002 hat er die Konferenzpublikation The Role of Precaution in Chemicals Policy herausgegeben.
Michael Wittmann leitet seit Jahren Workshops zum Comiczeichnen in verschiedenen Bildungsinstitutionen.

## Werke
- The Role of Precaution in Chemicals Policy; Elisabeth Freytag, Michael Wittmann u. a., Diplomatische Akademie Wien, 2002 ISBN 978-3-902021-29-8.